# Sancey
Sancey ist eine französische Gemeinde mit 1.364 Einwohnern (Stand: 1. Januar 2022) im Département Doubs in der Region Bourgogne-Franche-Comté. Sie gehört zum Kanton Bavans im Arrondissement Montbéliard. Sie entstand als Commune nouvelle durch ein Dekret vom 23. September 2015 mit Wirkung vom 1. Januar 2016, indem die bisherigen Gemeinden Sancey-le-Grand und Sancey-le-Long zusammengelegt wurden. Nachbargemeinden sind Orve und Rahon im Norden, Belvoir im Nordosten, Provenchère im Osten, Surmont im Südosten, Laviron im Süden, Landresse im Südwesten, Ouvans, Vellevans und Randevillers im Westen sowie Chazot im Nordwesten.

## Gliederung

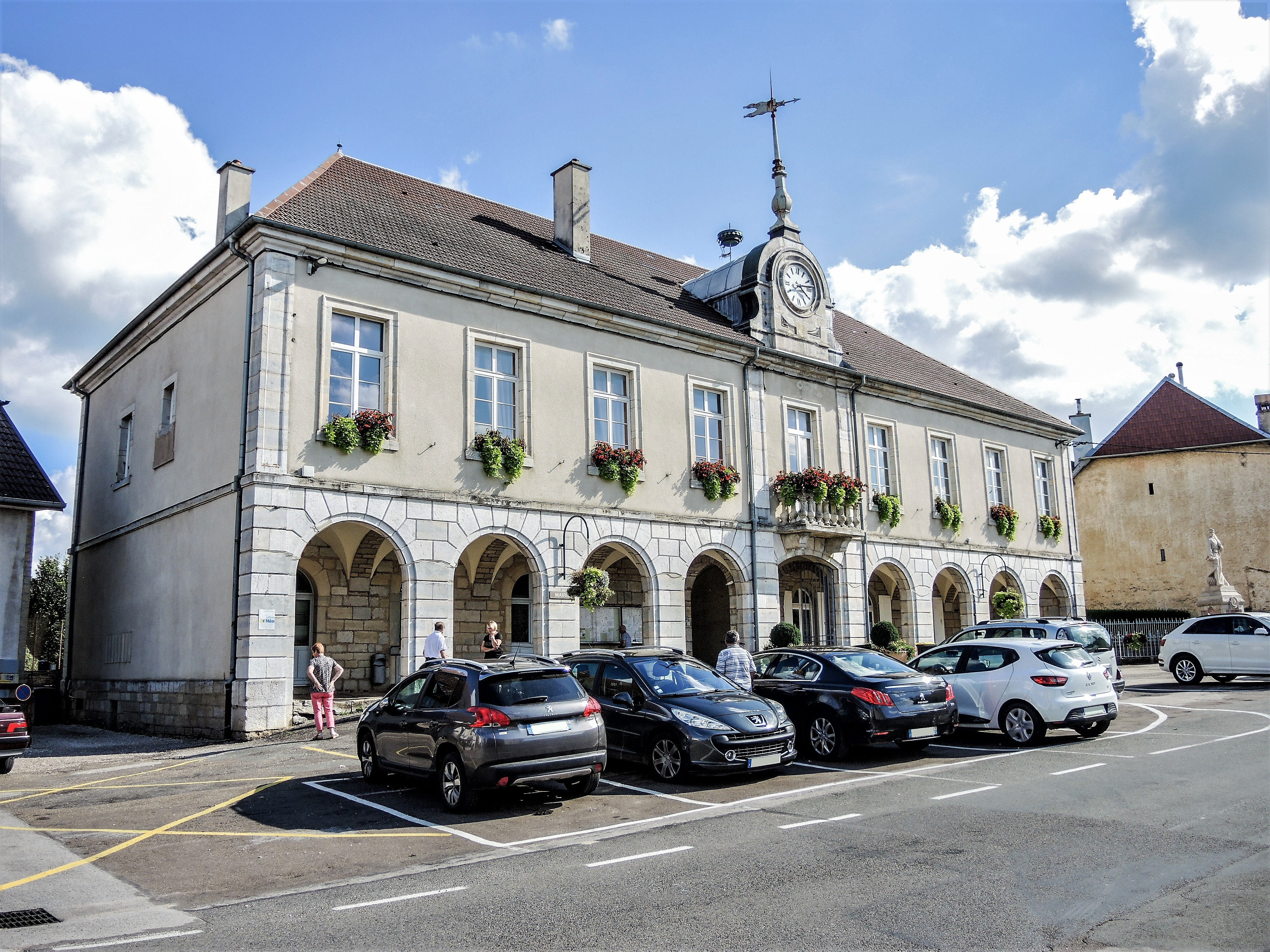
Bürgermeisterei

| Ortsteil                            | ehemaliger INSEE-Code | Fläche (km²) | Höhenlage (m) | Einwohnerzahl (2013) |
| ----------------------------------- | --------------------- | ------------ | ------------- | -------------------- |
| Sancey-le-Grand (Verwaltungssitz)00 | 25529                 | 23,55        | 461–800       | 930                  |
| Sancey-le-Long                      | 25530                 | 07,02        | 480–675       | 345                  |